# كرة الطائرة في دورة الألعاب العربية 1997
كرة الطائرة في دورة الألعاب العربية 1997 هي منافسة كرة الطائرة في دورة الألعاب العربية 1997 التي أقيمت في نوفمبر في بيروت، حيث فاز منتخب مصر في النهائي بعد تغلبه على الجزائر، ولكن منتخب مصر استبعد بسبب تصرفات بعض اللاعبين، وقد فازت السعودية بالمركز الثاني فيما حاز منتخب الكويت المركز الثالث.

## منافسة الرجال

### المجموعة أ
| الفريق  | لعب | فاز | خسر | له | عليه | تعادل | النقاط |
| ------- | --- | --- | --- | -- | ---- | ----- | ------ |
| الجزائر | 3   | 3   | 0   | 9  | 2    | +7    | 6      |
| مصر     | 3   | 2   | 1   | 7  | 4    | +3    | 5      |
| البحرين | 3   | 1   | 2   | 4  | 6    | -2    | 4      |
| قطر     | 3   | 0   | 3   | 1  | 9    | -8    | 3      |

| - اليوم 1 الجزائر 3-1 البحرين مصر 3-1 قطر | - اليوم 2 الجزائر 3-1 مصر البحرين 3-0 قطر | - اليوم 3 الجزائر 3-0 قطر مصر 3-0 البحرين |  |

### المجموعة ب
| الفريق   | لعب | فاز | خسر | له | عليه | تعادل | النقاط |
| -------- | --- | --- | --- | -- | ---- | ----- | ------ |
| السعودية | 3   | 3   | 0   | 9  | 2    | +7    | 6      |
| الكويت   | 3   | 2   | 1   | 6  | 5    | +1    | 5      |
| لبنان    | 3   | 1   | 2   | 7  | 6    | +1    | 4      |
| ليبيا    | 3   | 0   | 3   | 0  | 9    | -9    | 3      |

| - اليوم 1 السعودية 3-0 الكويت لبنان 3-0 ليبيا | - اليوم 2 السعودية 3-0 ليبيا الكويت 3-2 لبنان | - اليوم 3 الكويت 3-0 ليبيا السعودية 3-2 لبنان |  |

### مرحلة خروج المغلوب
| نصف النهائي الجزائر - الكويت مصر - السعودية | النهائي مصر 3-0 الجزائر (مصر تنحي بسبب تعاطي اللاعبين منشطات) |  |  |

| المراكز 7-8 قطر 3-0 ليبيا | المراكز 5-6 البحرين 3-2 لبنان | المراكز 3/4 السعودية 3-1 الكويت |  |  |

## منافسة السيدات
| الفريق  | لعب | فاز | خسر | له | عليه | تعادل | النقاط |
| ------- | --- | --- | --- | -- | ---- | ----- | ------ |
| مصر     | 3   | 3   | 0   | 9  | 1    | +8    | 6      |
| الجزائر | 3   | 2   | 1   | 7  | 3    | +4    | 5      |
| المغرب  | 3   | 1   | 2   | 3  | 6    | -3    | 4      |
| لبنان   | 3   | 0   | 3   | 0  | 9    | -9    | 3      |

- اليوم 1

الجزائر 3-0 لبنان
مصر 3-0 المغرب
- اليوم 2

المغرب 3-0 لبنان
مصر 3-1 الجزائر
- اليوم 3

مصر 3-0 لبنان
الجزائر 3-0 المغرب